# María Freire
María Freire (Montevideo, 7 novembre 1917 – Montevideo, 19 giugno 2015) è stata una pittrice, scultrice e critica d'arte uruguaiana.
Co-fondatrice, insieme al pittore José Pedro Costigliolo, del Grupo de Arte No Figurativo, è stata una figura di spicco nello sviluppo dell'Astrattismo geometrico e del Concretismo in Uruguay.

## Biografia
Dal 1938 al 1943 si forma presso il Círculo de Bellas Artes del Uruguay e il Consejo de Educación Técnico Profesional a Montevideo e comincia ad avvicinarsi alle tendenze artistiche più moderne attraverso lo studio delle maschere tradizionali africane e dell'arte precolombiana. È a partire dal 1946, tuttavia, che inizia ad esplorare il linguaggio astratto sia in pittura che scultura, utilizzando forme geometriche piatte e realizzando sculture mobili. In questo periodo, nel 1952, avvenne l'incontro con Costigliolo che stava portando avanti una ricerca artistica molto simile; i due si sposarono e da allora condivisero anche lo stesso studio fondando il Grupo de Arte No Figurativo al quale si aggregarono anche altri artisti uruguaiani, tra i quali Antonio Llorens.
Nel 1953 visitò la seconda edizione della Biennale di San Paolo e in quell'occasione entrò in contatto diretto con i lavori di artisti europei come Piet Mondrian, Theo van Doesburg e Friedrich Vordemberge-Gildewart che diedero ulteriore impulso al suo linguaggio astratto. Il legame con il panorama artistico europeo si consolidò quando, dopo aver vinto nel 1957 insieme al marito il premio Gallinal, poté recarsi nel vecchio continente per studiare al Stedelijk Museum e al Museo del Louvre. Nel 1966 ritornerà in Europa per continuare i suoi studi.
Dal 1962 al 1973 si occupò anche di critica d'arte, scrivendo per la rivista Acción; nello stesso periodo insegnò disegno presso la Scuola d'Architettura di Colonia del Sacramento, entrando in contatto con la scena artistica argentina e, in particolar modo, col gruppo Madí. Sentì una forte affinità con il loro lavoro, così come con quello di altri artisti astratti sudamericani ma ciò nonostante continuò a portare avanti un suo stile peculiare caratterizzato da forme, ritmi e colori utilizzati in serie. È il caso, ad esempio, delle serie Capricorn e Córdoba in cui utilizzò forme più espressive ed una tavolozza di colori più ampia rispetto a serie precedenti come Sudamérica.
Nel 1966 rappresentò l'Uruguay alla XXXIII Esposizione internazionale d'arte di Venezia e nel corso della sua carriera realizzò e partecipò a numerose mostre collettive e personali nel mondo. A partire dagli anni 2000 si dedicò anche alla realizzazione di alcune opere pubbliche di grandi dimensioni. La carriera di Freire è stata tra le più lunghe in Uruguay ed è un punto di riferimento per il panorama artistico della regione del Río de la Plata. Per questo motivo il 52° Premio Nacional de Artes Visuales de Uruguay è stato intitolato a lei. Alcune suo opere sono incluse nelle collezioni di vari musei in tutto il mondo, tra i quali: il Museo Nacional de Artes Visuales di Montevideo, il Museo d'arte moderna di San Paolo, il Museo d'arte moderna di Rio de Janeiro, il Museo Nacional Centro de Arte Reina Sofía e il MoMA di New York.
Nel 2024 l'è stato intitolato l'omonimo cratere di Mercurio.